# 中込賢次
中込 賢次（なかごめ けんじ、1954年1月25日 - ）は、日本の実業家。太陽生命保険代表取締役社長を経て、T&Dホールディングス代表取締役社長、同社代表取締役会長を務めた。

## 人物・経歴
神奈川県出身。1976年横浜市立大学商学部卒業、太陽生命保険入社。1988年市川支店長。1999年企画部長。2001年取締役総務部長。2002年取締役人事部長。2003年常務取締役。2004年T&Dホールディングス常務取締役。2007年T&Dホールディングス取締役専務執行役員。2008年太陽生命保険代表取締役専務執行役員。2009年太陽生命保険代表取締役社長。2011年からT&Dホールディングス代表取締役社長を務め好調な業績を実現した。2015年T&Dホールディングス代表取締役会長。2017年T&Dホールディングス顧問。

## 著書
- 『日本型経営とコーポレート・ガバナンス』日本生産性本部生産性労働情報センター 2017年